# Ronnie Peterson
 Ronnie Peterson  va ser un pilot de curses automobilístiques suec que va arribar a disputar curses de Fórmula 1.
Va néixer el 14 de febrer del 1944 a Örebro, Suècia i va morir en un accident disputant el Gran Premi d'Itàlia del 1978 al circuit de Monza l'11 de setembre del 1978.

## A la F1
Ronnie Peterson va debutar a la tercera cursa de la temporada 1970 (la 21a temporada de la història) del campionat del món de la Fórmula 1, disputant el 10 de maig del 1970 el GP de Mònaco al circuit de Montecarlo.
Va participar en un total de cent vint-i-tres curses puntuables pel campionat de la F1, disputades en nou temporades consecutives (1970-1978) aconseguint deu victòries i vint-i-sis podis i assolí un total de 206 punts pel campionat del món de pilots.

## Resultats a la Fórmula 1
| Any  | Equip                           | Xassís  | Motor      | 1       | 2       | 3        | 4         | 5       | 6       | 7       | 8       | 9       | 10      | 11      | 12      | 13      | 14       | 15      | 16      | 17      | Posició | Punts |
| ---- | ------------------------------- | ------- | ---------- | ------- | ------- | -------- | --------- | ------- | ------- | ------- | ------- | ------- | ------- | ------- | ------- | ------- | -------- | ------- | ------- | ------- | ------- | ----- |
| 1970 | Antique Automobiles Racing Team | March   | Cosworth   | SUD     | ESP     | MON 7    | BEL NC    |         |         |         |         |         |         |         |         |         |          |         |         |         | -       | 0     |
| 1970 | Colin Crabbe Racing             | March   | Cosworth   |         |         |          |           | HOL 9   | FRA Ret | GBR 9   | ALE Ret | AUT     | ITA Ret | CAN NC  | USA 11  | MEX     |          |         |         |         | -       | 0     |
| 1971 | STP March Racing Team           | March   | Cosworth   | SUD 10  | ESP Ret | MON 2    | HOL 4     |         | GBR 2   | ALE 5   | AUT 8   | ITA 2   | CAN 2   | USA 3   |         |         |          |         |         |         | 2n      | 33    |
| 1971 | STP March Racing Team           | March   | Alfa Romeo |         |         |          |           | FRA Ret |         |         |         |         |         |         |         |         |          |         |         |         | 2n      | 33    |
| 1972 | STP March Racing Team           | March   | Cosworth   | ARG 6   | SUD 5   |          |           |         |         |         |         |         |         |         |         |         |          |         |         |         | 9è      | 12    |
| 1972 | STP March Racing Team           | March   | Cosworth   |         |         | ESP Ret  | MON 11    | HOL 9   |         |         |         |         |         |         |         |         |          |         |         |         | 9è      | 12    |
| 1972 | STP March Racing Team           | March   | Cosworth   |         |         |          |           |         | FRA 5   | GBR 7   | ALE 3   | AUT 12  | ITA 9   | CAN DSQ | USA 4   |         |          |         |         |         | 9è      | 12    |
| 1973 | John Player & Sons Team Lotus   | Lotus   | Cosworth   | ARG Ret | BRA Ret | SUD 11   |           |         |         |         |         |         |         |         |         |         |          |         |         |         | 3r      | 52    |
| 1973 | John Player & Sons Team Lotus   | Lotus   | Cosworth   |         |         |          | ESP Ret   | BEL Ret | MON 3   | SUE 2   | FRA 1   | GBR 2   | HOL 11  | ALE Ret | AUT 1   | ITA 1   | CAN Ret  | USA 1   |         |         | 3r      | 52    |
| 1974 | John Player & Sons Team Lotus   | Lotus   | Cosworth   | ARG 13  | BRA 6   |          |           |         | MON 1   | SUE Ret | HOL 8   | FRA 1   | GBR 10  |         | AUT Ret | ITA 1   | CAN 3    | USA Ret |         |         | 5è      | 35    |
| 1974 | John Player & Sons Team Lotus   | Lotus   | Cosworth   |         |         | SUD Ret  | ESP Ret   | BEL Ret |         |         |         |         |         | ALE 4   |         |         |          |         |         |         | 5è      | 35    |
| 1975 | John Player & Sons Team Lotus   | Lotus   | Cosworth   | ARG Ret | BRA 15  | SUD 10   | ESP Ret   | MON 4   | BEL Ret | SUE 9   | HOL 15  | FRA 10  | GBR Ret | ALE Ret | AUT 5   | ITA Ret | USA 5    |         |         |         | 13è     | 6     |
| 1976 | John Player & Sons Team Lotus   | Lotus   | Cosworth   | BRA Ret |         |          |           |         |         |         |         |         |         |         |         |         |          |         |         |         | 11è     | 10    |
| 1976 | March Engineering               | March   | Cosworth   |         | SUD Ret |          | ESP Ret   | BEL Ret | MON Ret | SUE 7   | FRA 19  | GBR Ret | ALE Ret | AUT 6   | HOL Ret | ITA 10  | CAN 9    | USA Ret | JPN Ret |         | 11è     | 10    |
| 1976 | Theodore Racing                 | March   | Cosworth   |         |         | O.USA 10 |           |         |         |         |         |         |         |         |         |         |          |         |         |         | 11è     | 10    |
| 1977 | Elf Team Tyrrell                | Tyrrell | Cosworth   | ARG Ret | BRA Ret | SUD Ret  | O.USA Ret | ESP 8   | MON Ret | BEL 3   | SUE Ret | FRA 12  | GBR Ret | ALE 9   | AUT 5   | HOL Ret | ITA 6    | USA 16  | CAN Ret | JPN Ret | 14è     | 7     |
| 1978 | John Player & Sons Team Lotus   | Lotus   | Cosworth   | ARG 5   | BRA Ret | SUD 1    | O.USA 4   | MON Ret | BEL 2   |         |         |         |         |         |         |         | ITA MORT |         |         |         | 2n      | 51    |
| 1978 | John Player & Sons Team Lotus   | Lotus   | Cosworth   |         |         |          |           |         |         | ESP 2   | SUE 3   | FRA 2   | GBR Ret | ALE Ret | AUT 1   | HOL 2   |          | USA     | CAN     |         | 2n      | 51    |

### Resum[2]
| Curses: | Victòries: | Pòdiums: | Poles: | Voltes ràpides: | Punts: |
| ------- | ---------- | -------- | ------ | --------------- | ------ |
| 123     | 26         | 10       | 14     | 9               | 206    |